# Кхамбанг, Люция
Люция Кхамбанг (22.01.1917 г., Таиланд — 16.12.1940 г., Сонгхон, провинция Мукдахан, Таиланд) — блаженная Римско-Католической Церкви, монахиня женской конгрегации «Сёстры, возлюбившие святой крест», мученица.

## Биография
В 1927 году в возрасте 10 лет Кхамбанг приняла крещение с именем Люция. Вступила в монашескую конгрегация Сестёр Возлюбивших Святой Крест. В 1930 году её отправили в селение Сонгхон в местную школу, в которой уже работала другая монахиня Агнесса Пхила.
В 1940—1944 годах Таиланд находился в состоянии войны с французским Индокитаем. 25 декабря 1940 года местная полиция арестовала Люцию Кхамбанг и обвинила её в шпионаже в пользу Франции. 26 декабря она вместе с монахиней Агнессой Пхилой была расстреляна.

## Прославление
22 декабря 1989 года Римский папа Иоанн Павел II причислил сестру Люцию Кхамбанг к лику блаженных в составе группы семи таиландских мучеников.
День памяти в Католической Церкви — 16 декабря.